# جان ام. کورس
جان ام. کورس (انگلیسی: John M. Corse; ۲۷ آوریل ۱۸۳۵ – ۲۷ آوریل ۱۸۹۳) سیاست‌مدار اهل ایالات متحده آمریکا بود.